# Heizkraftwerk Süd (München)

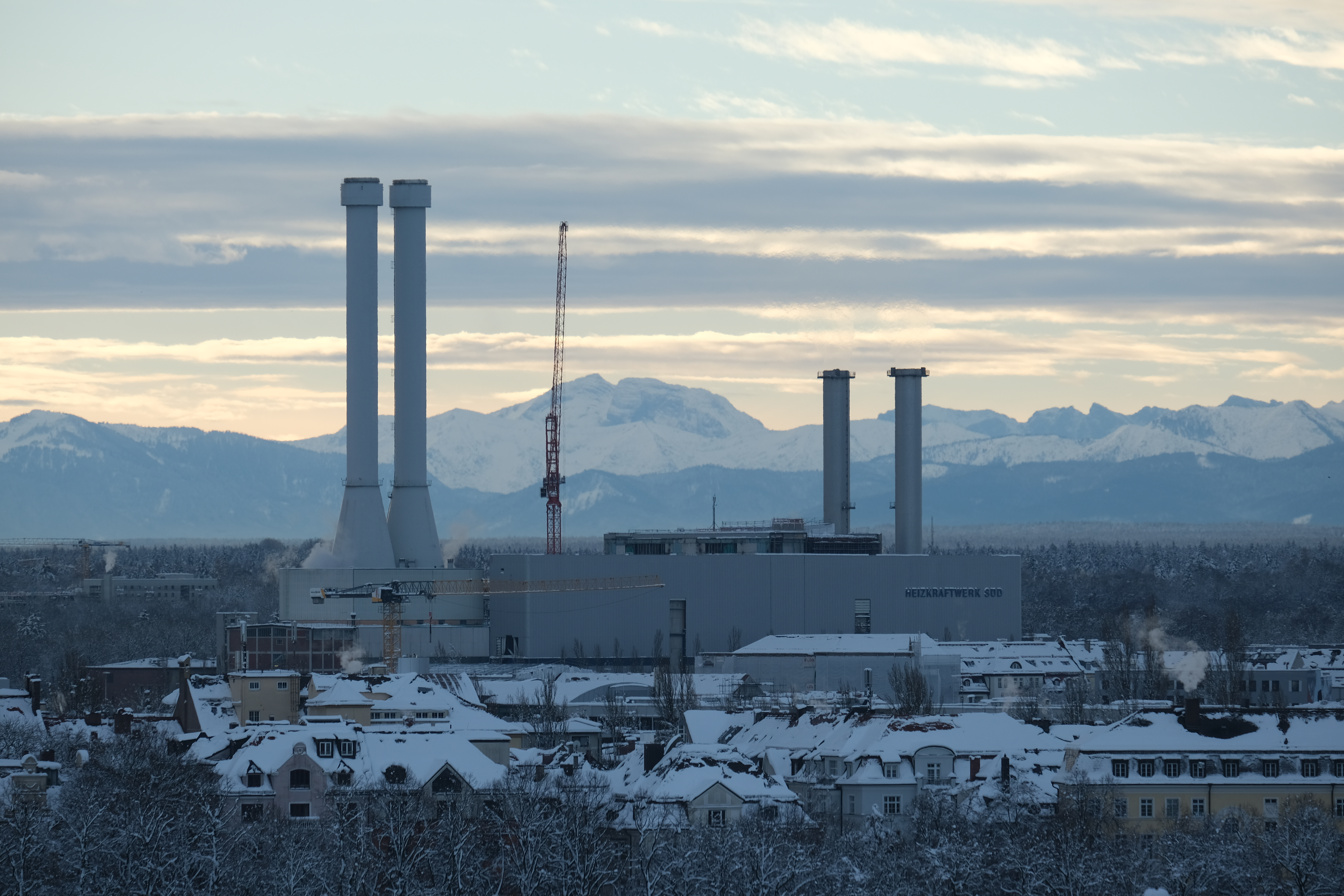
Heizkraftwerk München Süd an der Isar im Stadtteil Sendling

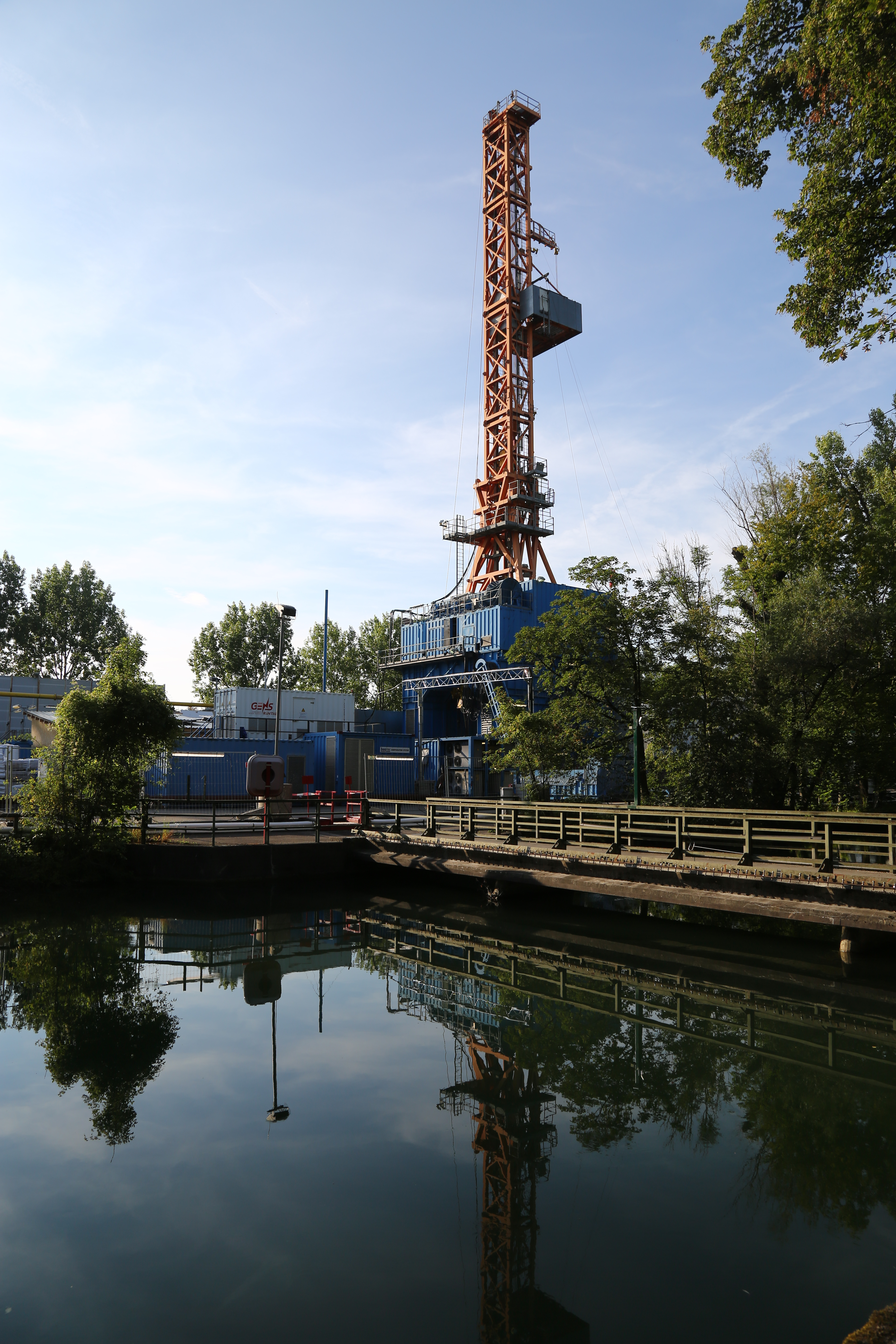
Die Geothermie-Bohrung im Juli 2018

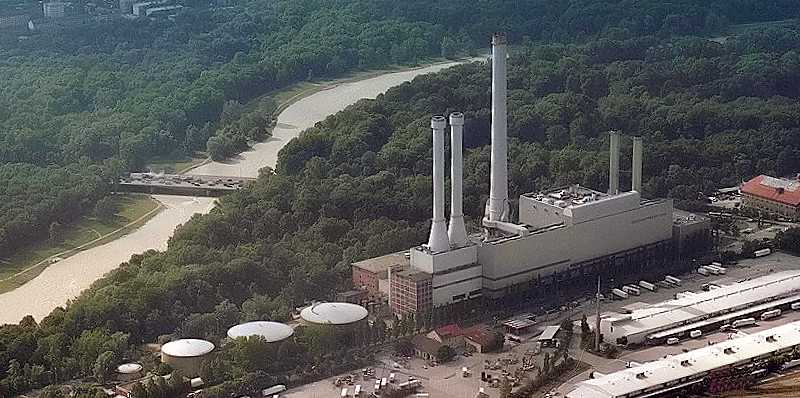
Luftbild 2009, Blick nach Südosten

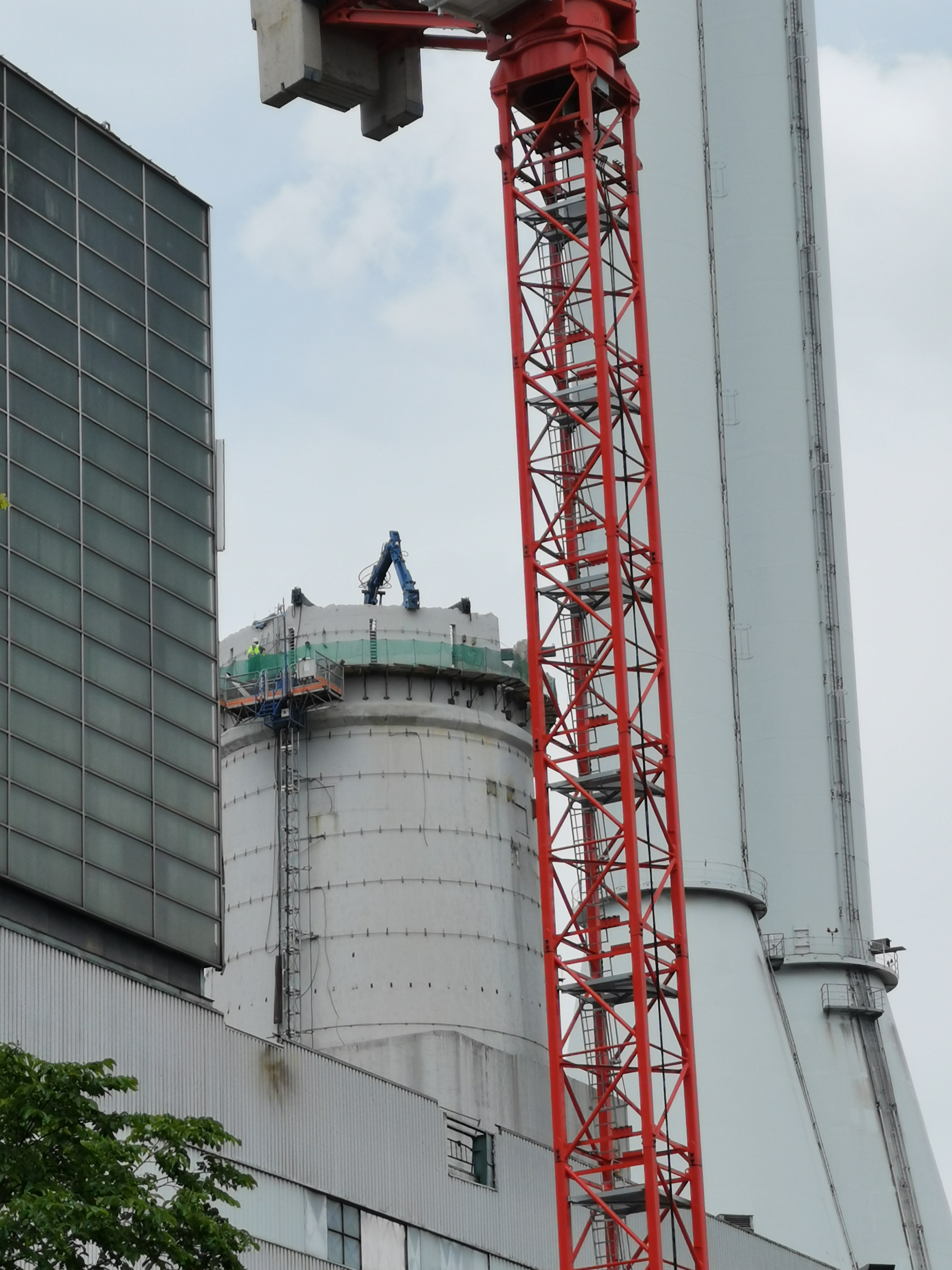
Rückbau großer Kamin 2021

Das Heizkraftwerk Süd sind zwei in Kraft-Wärme-Kopplung betriebene Gas- und Dampfturbinenanlagen der Stadtwerke München im Münchner Stadtteil Sendling an der Schäftlarnstraße nahe dem Mittleren Ring. Es umfasste bis 2018 zwei Gas- und Dampfturbinenanlagen (GuD). Als Brennstoff wird Erdgas eingesetzt. In der Anlage wird im Kraft-Wärme-Kopplungs-Prozess Strom erzeugt und die bei der Stromerzeugung entstehende Abwärme als Fernwärme genutzt. Die Stadtwerke München erweitern derzeit den Energiestandort Süd und errichten dort eine Geothermie-Anlage.

## Geschichte
Seit 1899 wird an diesem Standort Strom erzeugt. In den 1950er-Jahren wurde die Anlage um erste Einrichtungen zur Fernwärmeerzeugung ergänzt, die 1969 ausgebaut wurden, nachdem 1968 ein neues Heizwerk mit drei Kesseln für hohen Fernwärmebedarf im Winter in Betrieb gegangen war. 1970 wurde im Kraftwerk eine Müllverbrennungsanlage für das Amt für Abfallwirtschaft München errichtet, die jedoch 1997 wegen sinkender Müllmengen wieder stillgelegt wurde. Im Jahre 1980 wurde eine Gas- und Dampfturbinenanlage (GuD 1) mit zwei Gasturbinen und einer Dampfturbine in Betrieb genommen. Die Hochdruck-Dampfkessel von 1968 wurden im Jahr 2004 durch eine moderne GuD 2 ersetzt. Sie besteht, wie die GuD 1, aus zwei Gasturbinen und einer Dampfturbine. Beide Anlagen werden in Kraft-Wärme-Kopplung betrieben. Als Brennstoff wird in allen drei Anlagen Gas eingesetzt. Die Wärmeenergie der bis zu 540 Grad Celsius heißen Abgase der Gasturbine werden nicht ungenutzt an die Umgebung abgegeben, sondern über einen Wärmetauscher auf die Dampfturbine übertragen, wo erneut Energie, diesmal für Heizungen und Warmwasser, im KWK-Prozess gewonnen wird.
Der höchste Schornstein mit 176 m Höhe der Anlage von 1970 war seit 1997 ohne Funktion und wurde 2020 abgerissen. An seiner Stelle ist ein neuer, etwa halb so hoher Kamin vorgesehen, sowie ein Wärmespeicher nördlich des Kraftwerksgebäudes, am Ort der ehemaligen Öltanks. Außerdem soll das Kraftwerk in Zukunft auch als Kältezentrale fungieren. Ein Fernkältenetz bis hin zum Hauptbahnhof soll alle kleineren Kältezentralen verbinden und in Zukunft unter anderem auch den Großmarkt und den Schlachthof mit Kälte versorgen.

## GuD 1
|                      | Gasturbine | Dampfturbine |
| Thermische Leistung  | 425 MW     |              |
| Elektrische Leistung | 2 X 99 MW  | 82 MW        |
| -------------------- | ---------- | ------------ |

Die maximal mögliche thermische Auskopplung ins Fernwärmenetz beträgt 255 MW.

## GuD 2
|                      | Gasturbine | Dampfturbine |
| Thermische Leistung  | 502 MW     |              |
| Elektrische Leistung | 2 X 139 MW | 139 MW       |
| -------------------- | ---------- | ------------ |

Die maximal mögliche thermische Auskopplung ins Fernwärmenetz beträgt 463 MW.

## Leistung
Das Heizkraftwerk erzeugt eine maximale Fernwärmeleistung von 718 Megawatt. Dafür stehen als Abnehmer die Heißwassernetze Sendling, Neuperlach und Innenstadt bereit. Die elektrische Leistung beträgt maximal 698 Megawatt und wird in das städtische 110-kV-Hochspannungsnetz des Verteilnetzbetreibers SWM Infrastruktur eingespeist.

## Treibhausgasemissionen
Das Heizkraftwerk Süd emittierte folgende Mengen Kohlenstoffdioxid:
| Jahr | Kohlenstoffdioxid (Tonnen) |
| ---- | -------------------------- |
| 2010 | 1.360.000                  |
| 2011 | 1.090.000                  |
| 2012 | 929.000                    |
| 2013 | 751.000                    |
| 2014 | 620.000                    |
| 2015 | 591.000                    |
| 2016 | 813.000                    |
| 2017 | 1.002.400                  |
| 2018 | 907.600                    |
| 2019 | 942.400                    |
| 2020 | 1.144.700                  |
| 2021 | 671.700                    |
| 2022 | 506.100                    |

## Fernwärme aus Geothermie
Am Heizkraftwerk Süd entsteht eine neue Geothermie-Anlage der Stadtwerke München. Die Anlage wird einen wesentlichen Beitrag dazu leisten, die Münchner Fernwärme bis 2040 zu 100 % aus regenerativen Quellen zu decken. Die Anlage wird 80.000 Münchnerinnen und Münchner mit umweltfreundlicher Fernwärme versorgen. Um das Ziel zu erreichen, benötigen die SWM mehrere Geothermieanlagen, 2017 waren drei in Betrieb (Messe Riem, Sauerlach und Freiham). 2016 wurden über mehrere Wochen Seismikmessungen im Großraum München durchgeführt, um neue Standorte für zukünftige Bohrungen zu finden. Dabei kristallisierte sich der Standort des Heizkraftwerks als besonders wirtschaftlich sinnvoll heraus. Dort findet man gute thermale Bedingungen sowie ausreichend Platz (Abriss der alten Öltanks) und eine gute Einbindung in die schon vorhandenen Fernwärmenetze. Es sind sechs Bohrungen mit einer Tiefe von bis zu 4.300 m geplant. Da ein Großteil des Fernwärmenetzes Innenstadt kein Warmwassernetz ist, sondern ein Dampfnetz, muss dieses in mehreren Bauabschnitten in den nächsten Jahrzehnten umgebaut werden. Regenerative Energiequellen eignen sich in den dort herrschenden klimatischen Bedingungen nicht zur Dampfproduktion. Aktuell wird das Dampfnetz zum größten Teil vom Heizkraftwerk Nord versorgt.

## Besonderheiten
Der große Kamin des Kraftwerks war mit 176 Metern Gesamthöhe nach dem Olympiaturm das zweithöchste Bauwerk in München. Er wurde 2020–2021 zurückgebaut.